# İctimai Televiziya
Pour les articles homonymes, voir ITV.
İctimai Televiziya (en abrégé : İTV) est une chaîne de télévision généraliste azerbaïdjanaise.
Elle fait partie de la compagnie de radio-télédiffusion publique İctimai Televiziya və Radio Yayımları Şirkəti regroupant également une station de radio émettant sous le nom de Ictimai Radio.

## Histoire
L'idée de lancer une nouvelle chaîne de télévision, à la fois publique et indépendante (İTV est l'une des rares chaînes de télévision publiques européennes à ne pas dépendre de l'état) intervient en 2004. L'année suivante voit l'élection de Ismail Omerov comme directeur général de la nouvelle compagnie au mois d'avril. 
Les premières émissions de İTV débutent quelques mois plus tard, le 29 août 2005, après une cérémonie officielle en présence du président de la République Ilham Aliyev et de plusieurs ministres et hauts-fonctionnaires du pays.
Depuis le 4 août 2014, la chaine est diffusée au format 16/9.

### Identité visuelle

Logo d'İctimai Televiziya de 2007 à 2013.
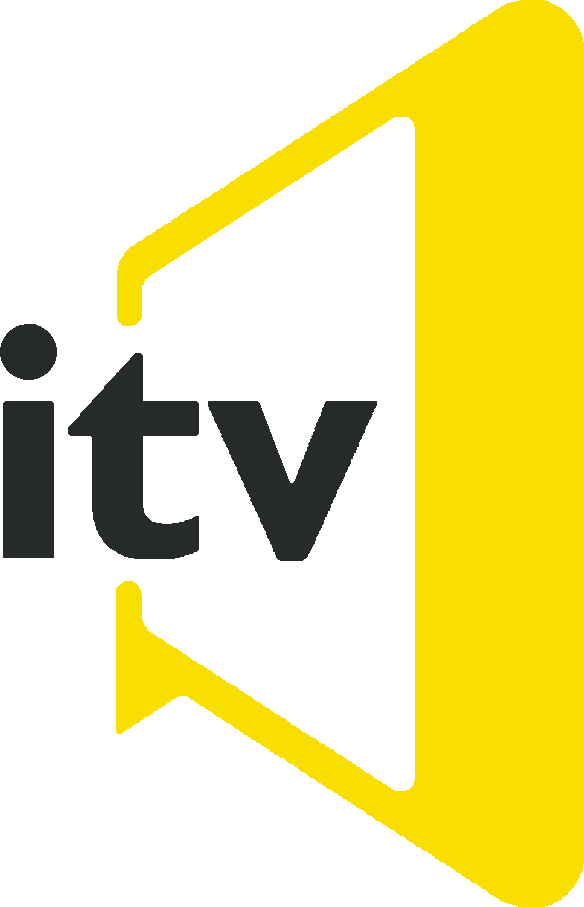
Logo d'İctimai Televiziya depuis le 1er janvier 2019.

## Programmes
İTV mêle sur son antenne émissions de plateau, bulletins d'information, séries, documentaires ou variétés. L'ensemble des émissions est diffusée en azéri à l'exception d'un flash d'information en langue anglaise.
ITV est membre de l'Union européenne de radio-télévision depuis 2007. À ce titre, l'Azerbaïdjan a pu participer au Concours Eurovision de la chanson pour la première fois en 2008. À la suite de la victoire des candidats azéris, Ell et Nikki, la chaîne accueillera l'édition 2012 du concours.

## İctimai Televiziya və Radio Yayımları Şirkəti
Le lancement de Ictimai Radio intervient en 2006, cette dernière se voyant accorder la fréquence 90Mhz en FM.